# Châteauvieux (Var)
Châteauvieux ist eine französische Gemeinde mit 73 Einwohnern (Stand 1. Januar 2022) im Département Var in der Region Provence-Alpes-Côte d’Azur. Sie gehört zum Arrondissement Draguignan und zum Kanton Flayosc.

## Geografie
Châteauvieux ist die nördlichste Gemeinde des Départements Var. Sie ist eine Streusiedlung in einer größtenteils bewaldeten Gemeindegemarkung. Die angrenzenden Gemeinden sind Peyroules im Norden, Valderoure und Séranon im Osten, La Martre im Süden, Brenon im Südwesten, Castellane im Westen und La Garde im Nordwesten.

## Bevölkerungsentwicklung
| 1962 | 1968 | 1975 | 1982 | 1990 | 1999 | 2008 |
| ---- | ---- | ---- | ---- | ---- | ---- | ---- |
| 32   | 26   | 26   | 34   | 46   | 73   | 71   |